# Нормальная форма Хомского
Нормальная форма Хомского — свойство формальной грамматики, если все её продукции имеют вид:
{\displaystyle A}{\displaystyle \rightarrow \,BC} или
{\displaystyle A}{\displaystyle \rightarrow \,\alpha } или
{\displaystyle S}{\displaystyle \rightarrow \,\varepsilon },
где {\displaystyle A}, {\displaystyle B} и {\displaystyle C} — нетерминалы, {\displaystyle \alpha } — терминальный символ (представляющий постоянное значение), {\displaystyle S} — начальный символ, и {\displaystyle \varepsilon } — пустая строка. Также ни {\displaystyle B}, ни {\displaystyle C} не может быть начальным символом.
Каждая грамматика в нормальной форме Хомского является контекстно-свободной, и наоборот, каждая контекстно-свободная грамматика может быть эффективно преобразована в эквивалентную грамматику в нормальной форме Хомского.
За исключением возможного правила {\displaystyle S}{\displaystyle \rightarrow \,\varepsilon } (используемого, когда грамматика может порождать пустую строку), все правила грамматики в нормальной форме Хомского неукорачивающие; то есть, в процессе вывода строки каждая цепочка из терминалов и нетерминалов всегда имеет либо ту же длину, что и предыдущая, либо на один элемент больше. Вывод строки длины {\displaystyle n} всегда занимает ровно {\displaystyle 2n-1} шагов. Кроме того, так как все правила вывода нетерминалов переводят один нетерминал в ровно один терминал или в ровно два нетерминала, дерево разбора, основанное на грамматике в нормальной форме Хомского, составляет собой бинарное дерево, высота которого ограничена длиной строки.
Благодаря этим свойствам, многие доказательства в теории формальных языков и вычислимости используют нормальную форму Хомского. Эти свойства также служат основой различных эффективных алгоритмов — например, CYK-алгоритм, определяющий, может ли данная строка порождаться данной грамматикой, использует нормальную форму Хомского.
Названа по имени Ноама Хомского, американского лингвиста, предложившего иерархию Хомского.

## Альтернативное определение
Некоторые источники определяют нормальную форму Хомского несколько иначе.
Формальная грамматика находится в нормальной форме Хомского, если все её продукции имеют вид:
{\displaystyle A}{\displaystyle \rightarrow \,BC} или
{\displaystyle A}{\displaystyle \rightarrow \,\alpha }
где {\displaystyle A}, {\displaystyle B} и {\displaystyle C} — нетерминалы, и {\displaystyle \alpha } — терминальный символ. При использовании такого определения {\displaystyle B} и {\displaystyle C} могут быть начальными символами.
Это определение отличается от предыдущего, так как исключает возможность порождения пустой строки {\displaystyle \varepsilon }. По прежнему справедливо, что любая контекстно-свободная грамматика, порождающая язык {\displaystyle L}, может быть эффективно преобразована в нормальную форму Хомского, порождающую {\displaystyle L-\{\varepsilon \}}. Принципиальное преимущество последнего определения в том, что доказательства в целом немного упрощаются, так как каждый шаг вывода никогда не уменьшает длину результирующей строки. Разумеется, его недостаток состоит в том, что требуется отдельное рассмотрение случая, когда грамматика порождает {\displaystyle \varepsilon }.